# جون كولمان (عسكري)
جون كولمان (بالإنجليزية: John Coleman)‏ هو عسكري أيرلندي، ولد في 9 أكتوبر 1847 في مقاطعة كورك في جمهورية أيرلندا، وتوفي في 25 نوفمبر 1897 في نيويورك في الولايات المتحدة.